# Аполофан Атински
Аполофан Атински (стгрч. Ἀπολλοφάνης ὁ ἈθηναῖοςἈπολλοφάνης ὁ Ἀθηναῖος) био je пјесник старе атичке комедије. Изгледа да је био Стратисов савременик и да је живео око Олимпијаде 95.

## Сачувани наслови и фрагменти
Уредници Суда му приписују пет комедија:
- Δαλις (Далис)
- Ιφιγερων (Снажни старац)
- Κρητες (Крићани)
- Δαναη (Данаја)
- Κενταυροι (Кентаури)

Од прва три још увек посједујемо неколико фрагмената, док су последња два потпуно изгубљена.